# Kostel svatého Vavřince (Krasonice)
Kostel svatého Vavřince se nachází v centru obce Krasonice. Kostel je farním kostelem římskokatolické farnosti Krasonice. Jde o pozdně barokní jednolodní stavbu s pravoúhlým závěrem, součástí kostela je čtyřboká věž se zaobleným nárožím při čelní straně kostela. Kostel je zastřešen mansardovou střechou, věž nese helmu. Kostel je chráněn jako kulturní památka České republiky.

## Historie
Kostel je poprvé písemně zmíněn v roce 1311, v roce 1622 došlo k novému zasvěcení kostela po době, kdy nepatřil katolické církvi. Po vrácení kostela katolické církvi došlo i k výstavbě farní budovy, ta byla postavena v roce 1634, roku 1764 pak byla přestavěna do barokní podoby. Budova fary je také chráněna jako kulturní památka České republiky. Kostel byl později přestavěn z původní gotické podoby, kdy největší změny vzhledu kostela proběhly v roce 1771, kdy získal dnešní barokní podobu.
V roce 1811 byl zrušen hřbitov, který byl dříve umístěn v okolí kostela, v tu dobu také byly přeneseny sochy svatého Floriana, svatého Šebestiána, svatého Rocha a svatého Vendelína z původního hřbitova na nový hřbitov. Později, mezi lety 1894 a 1901 byl kostel rekonstruován. V roce 1908 byl do kostela instalován nový hlavní oltář z mramorového kamene a nad něj byl umístěn obraz od Jana Floriana. V kostele jsou dále také dva boční oltáře, první je zasvěcen Panně Marii, druhý pak je Božím hrobem. V kostele jsou celkem tři zvony, kdy nejstarší je z roku 1525, další dva z let 1614 a 1762. V roce 2009 byl kostel rekonstruován, došlo k výmalbě interiérů.